# 桑蒂湖 (印第安納州)
桑蒂湖（英語：Lake Santee）是位於美國印地安納州第開特縣的一個人口普查指定地區。

## 地理
桑蒂湖的座標為39°24′36″N 85°18′27″W / 39.41000°N 85.30750°W，而該地最高點為海拔高度309米（即1015英尺）。

## 人口
根據2010年美國人口普查的數據，桑蒂湖的面積為7.30平方千米，當中陸地面積為6.40平方千米，而水域面積為0.90平方千米。當地共有人口820人，而人口密度為每平方千米112.33人。